# 엄낙용
엄낙용(嚴洛鎔, 1948년 ~ )은 대한민국의 제16대 관세청장과 재정경제부 차관을 지낸 공무원이며, 제30대 한국산업은행 총재를 역임하였다. 본관은 영월이며, 경기도 이천 출생이다.

## 생애
서울대학교 법대를 졸업하고 행정고시 8회에 합격하여 1970년 관세청 묵호세관 사무관으로 공무원 생활을 시작하면서 주로 세제 업무를 맡았다. 미국 하버드 대학교 케네디 행정대학원을 졸업하고, 1983년 기독교인이 되어 돌아왔다. 1989년 주 제네바 대표부 재무관을 역임하며 영어 실력이 수준급이라는 평을 얻었다. 1996년 국제 업무를 담당하는 재경원 제2차관보가 되어 대한민국의 경제협력개발기구(OECD) 가입 건을 지휘했다. 1997년 관세청장이 되었고, 1999년 강봉균 장관에 의해 재정경제부 차관으로 발탁되었다. 2000년부터 2001년까지 한국산업은행 총재를 역임하였다.
2002년 국회에서 대북 송금사건을 폭로했다. 2017년 공직 30년, 대학강의 15년을 담은 《한 공직자의 경제이야기》를 펴내며, "김대중 정부 고위층의 지시로 비정상적 여신이 현대상선에 제공됐는데, 대출된 자금이 북한에 제공된 걸 알게 됐다"고 털어 놨다. 또 "제2연평해전 당시 북한이 남한에서 보낸 돈으로 고성능 무기를 늘렸을 것이라는 느낌이 강하게 들었다”고 회고했다.

## 학력
- 경기고등학교
- 서울대학교 법과대학
- 하버드 대학교 케네디 행정대학원

## 경력
- 행정고시 8회 합격
- 재무부 외환정책과장
- 1989년 주 제네바 대표부 재무관
- 재정경제원 국세심판소장
- 1996년 3월 14일 ~ 1997년 11월 19일 : 재정경제원 제2차관보
- 1997년 11월 20일 ~ 1999년 5월 24일 : 관세청장
- 1999년 5월 24일 ~ 2000년 8월 11일 : 재정경제부 차관
- 2000년 8월 17일 ~ 2001년 : 한국산업은행 총재

## 저서
- 《한 공직자의 경제이야기》(2017년)